# Vương thái tử Bồ Đào Nha

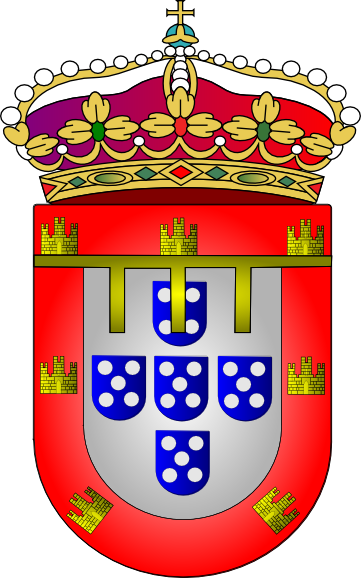
Hoàng gia huy của Vương thái tử

Vương thái tử Bồ Đào Nha (Tiếng Bồ Đào Nha: Príncipe Real de Portugal), còn gọi là Thái tử Bồ Đào Nha, Vương tử Vương thất Bồ Đào Nha, danh xưng chính thức là Vương tử Vương thất Bồ Đào Nha và Algarves (Príncipe Real de Portugal e dos Algarves), là tước hiệu dành cho các trữ quân của Vương quốc Bồ Đào Nha từ năm 1825 đến năm 1910. Trước đó, từ năm 1815 (khi tước hiệu được thành lập dưới thời của João VI của Bồ Đào Nha và nhiếp chính Maria I) đến năm 1825 (khi Brasil độc lập khỏi Bồ Đào Nha), tước hiệu này mang tên Vương tử Vương thất Bồ Đào Nha, Brasil và Algarves (Príncipe Real de Portugal, Brasil, e os Algarves).

## Danh sách các Vương tử Vương thất Bồ Đào Nha
| Tên         | Chân dung   | Cha/mẹ                                                   | Sinh                 | Nhận tước hiệu       | Thôi giữ tước hiệu                         | Mất                    | Trữ quân của |
| ----------- | ----------- | -------------------------------------------------------- | -------------------- | -------------------- | ------------------------------------------ | ---------------------- | ------------ |
| João        | không khung | Maria I của Bồ Đào Nha/Pedro III cuả Bồ Đào Nha          | 13 tháng 5 năm 1767  | 16 tháng 12 năm 1815 | 20 tháng 3 năm 1816 Lên làm vua            | 10 tháng 3 năm 1826    | Maria I      |
| Pedro       | không khung | João VI của Bồ Đào Nha/ Carlota Joaquina của Tây Ban Nha | 12 tháng 10 năm 1798 | 20 tháng 3 năm 1816  | 10 tháng 3 năm 1826 Lên làm vua            | 24 tháng 9 năm 1934    | João VI      |
| Pedro       | không khung | Maria II của Bồ Đào Nha/ Fernando II của Bồ Đào Nha      | 16 tháng 9 năm 1837  | 16 tháng 9 năm 1837  | 15 tháng 11 năm 1853 Lên làm vua           | 11 tháng 11 năm 1861   | Maria II     |
| Carlos      | không khung | Luís I của Bồ Đào Nha/ Maria Pia xứ Savoia               | 28 tháng 9 năm 1683  | 28 tháng 9 năm 1683  | 19 tháng 10 năm 1889 Lên làm vua           | 1 tháng 2 năm 1908     | Luís I       |
| Luís Filipe | không khung | Carlos I của Bồ Đào Nha/ Amélie của Orléans              | 21 tháng 3 năm 1887  | 19 tháng 10 năm 1889 | 1 tháng 2 năm 1908 Mất                     | 1 tháng 2 năm 1908 Mất | Carlos I     |
| Afonso      | không khung | Luís I của Bồ Đào Nha/ Maria Pia của Ý                   | 31 tháng 7 năm 1865  | 1 tháng 2 năm 1908   | 5 tháng 10 năm 1910 Chế độ quân chủ sụp đổ | 21 tháng 2 năm 1920    | Manuel II    |

Sau khi Manuel II mất năm 1932 thì tước vị này cũng theo đó mà không còn nữa.